# Pimelopus similis
Pimelopus similis är en skalbaggsart som beskrevs av Voirin 1997. Pimelopus similis ingår i släktet Pimelopus och familjen Dynastidae. Inga underarter finns listade i Catalogue of Life.